# Netzwerkisolator
Unter einem Netzwerkisolator versteht man eine galvanische Trenneinrichtung für Ethernet-basierte Computernetze. Er unterbricht alle elektrisch leitenden Verbindungen zwischen der angeschlossenen Netzwerkperipherie und dem angeschlossenen Gerät. Dabei bietet er üblicherweise einen Schutz vor Gleich- und Wechselspannungen von 4 kV und mehr. Außerdem ermöglicht er eine nahezu verlustfreie Übertragung von hochfrequenten Wechselspannungen > 1 MHz, die im Ethernet-Protokoll für die Signalübertragung verwendet werden. Es gibt bereits Hersteller, deren Netzwerkisolatoren sich im medizinischen Bereich für die normgerechte galvanische Trennung von Ethernet-basierten Signalschnittstellen (SIP/SOPs) entsprechend den Anforderungen der IEC 60601-1 eignen.

## Ursachen für Spannungen in Netzwerkleitungen
Es kann bei kupferbasierten Netzwerkverkabelungen passieren, dass der Kabelschirm oder die Leitungsadern ungewollt eine elektrische Verbindung zu anderen spannungsführenden Teilen erhalten. Ursachen dafür können unter anderem Feuchtigkeit, Alterungsprozesse, Installations- oder Auslegungsfehler sein.
Die auf diese Weise an der Netzwerkverkabelung anliegende Spannung entspricht dabei maximal der örtlichen Netzspannung. Deshalb sind Netzwerkisolatoren in den meisten Fällen für eine dauerhaft anliegende Spannung von 250 VAC ausgelegt.
Jedoch treten unter anderem durch Schaltvorgänge verursachte hohe Überspannungen kurzzeitig in den Versorgungsnetzen auf.
Weil diese Überspannungen oftmals ein Vielfaches der Netzspannung betragen können, besitzen Netzwerkisolatoren eine hohe Spannungsfestigkeit. Außerdem verhindern Netzwerkisolatoren, dass Ausgleichsströme zwischen den angeschlossenen Geräten fließen, welche durch Potenzialunterschiede zwischen den Anschlusspunkten hervorgerufen werden.

## Technik

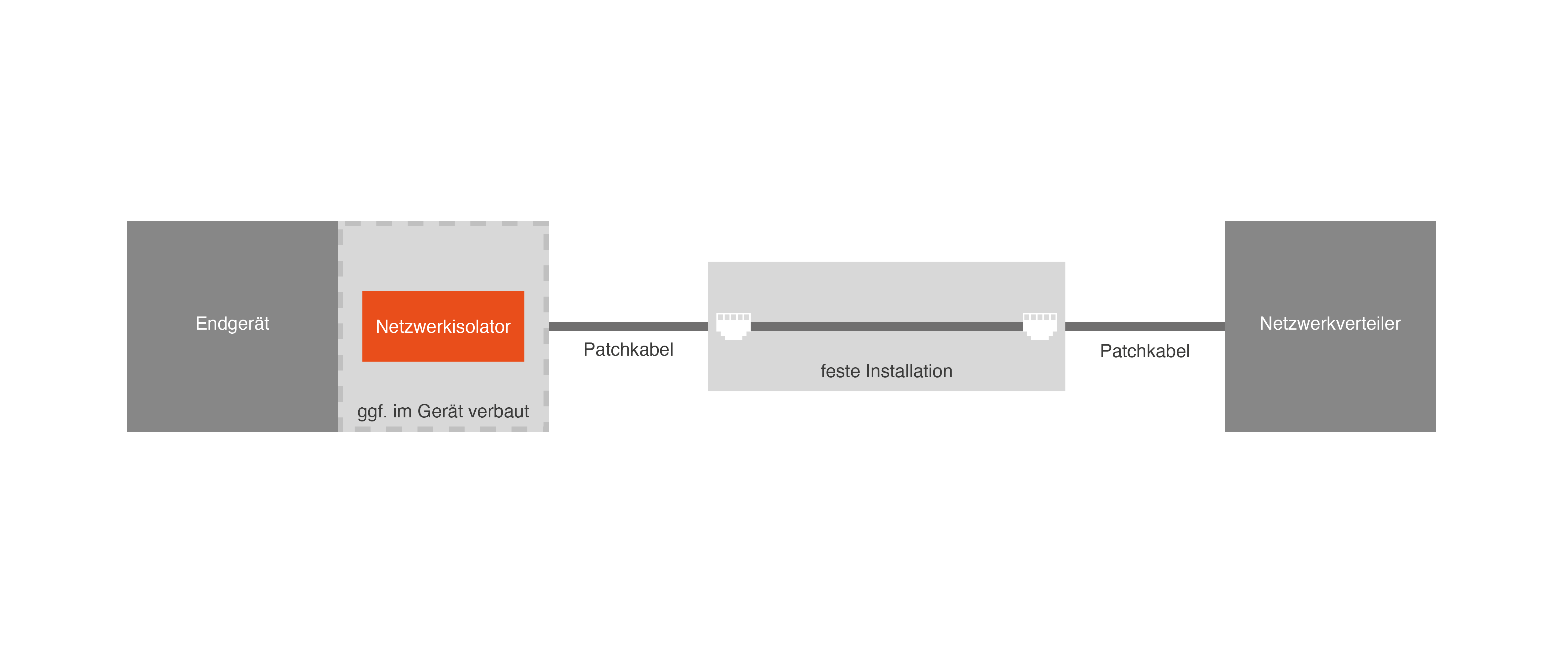
Technischer Systemaufbau unter Verwendung eines Netzwerkisolators.

Netzwerkisolatoren arbeiten nach dem Prinzip der elektromagnetischen Induktion. Aufgrund dieses Übertragungsprinzips benötigen Netzwerkisolatoren keine eigene Stromversorgung. Eine Installation von Treibern oder Ähnlichem ist nicht erforderlich.
Speziell für Netzwerkisolatoren entwickelte Übertragerbausteine erreichen modellabhängig Spannungsfestigkeiten von bis zu 6.000 V Wechsel- und 8.500 V Gleichspannung und erfüllen durch einen dreilagigen Isolationsaufbau die höchsten Schutzanforderungen. Gleichzeitig ermöglichen sie eine besonders verlustarme Signalübertragung, so dass die in der Netzwerktechnik üblichen maximalen Streckenlängen von 100 m in aller Regel voll ausgenutzt werden können, ohne dass es zu einer Reduktion des Datendurchsatzes kommt. Hier erreichen Netzwerkisolatoren heutzutage üblicherweise Übertragungsgeschwindigkeiten von bis zu 10 Gbit/s (Kategorien EIA/TIA-568 Cat 6a bzw. ISO/IEC 11801 Class EA).

## Anwendungsgebiete
Im Allgemeinen finden Netzwerkisolatoren in kupferbasierten Netzwerkverbindungen im öffentlichen, gewerblichen und auch privaten Bereich Anwendung.
Übliche Anwendungsgebiete sind:
- Medizintechnik
- Mess- und Überwachungseinrichtungen
- Rechnersysteme
- Audioanwendungen
- Wertvolle und schutzbedürftige Geräte

### Medizintechnik
Netzwerkisolatoren dienen im medizinischen Bereich dem Schutz des Patienten vor Ableitströmen. Die Netzwerkverbindung zwischen einem aktiven Medizinprodukt und einem Ethernet-Netzwerk oder einem Nichtmedizingerät, wie zum Beispiel einem Büro-PC, wird dabei gemäß der Norm IEC EN 60601-1 für medizinisch elektrische Geräte und Systeme als eine potenzielle Gefahrenquelle eingestuft, die als Folge von Spannungsdifferenzen zwischen den Erdpotenzialen der angeschlossenen Netzwerkteile ursächlich für einen den Patienten gefährdenden Ableitstrom sein kann. Solche Spannungsdifferenzen können aber auch durch eine fehlerhafte Verlegung z. B. bei Falschbelegung oder bei metallischem Kontakt zwischen den Schirm- oder Datenleitungen eines beschädigten Kabels und spannungsführenden Teilen innerhalb der Kabelführung verursacht werden.
Netzwerkisolatoren können als Zubehör oder Bestandteil eines medizinisch-elektrischen Gerätes oder Systems verwendet werden. Netzwerkisolatoren selbst unterliegen im medizinisch-elektrischen System zwar den Anforderungen der EN 60601-1 und EN 60601-1-2, sind jedoch keine Medizinprodukte im Sinne der Medizinprodukterichtlinie 93/42/EWG, da sie für sich genommen keinerlei therapeutischen oder diagnostischen Zweck erfüllen. Allerdings kann der Hersteller des Netzwerkisolators ihn als allgemeines Zubehör eines Medizinproduktes in Verkehr bringen. Damit wäre er auch ein Medizinprodukt nach Medizinproduktegesetz. Sie unterliegen als Einzelgeräte normalerweise auch nicht der Pflicht zur Durchführung sicherheitstechnischer Kontrollen (STK), es sei denn, dies wird vom Hersteller des Netzwerkisolators oder des medizinisch-elektrischen Systems bestehend aus Netzwerkisolator und aktivem Medizinprodukt in den Begleitpapieren gefordert.
Falls allerdings der Netzwerkisolator bereits als Medizinprodukt in Verkehr gebracht wurde, erleichtert dies dem Hersteller des Medizinsystems die Feststellung der Konformität. Hierzu muss lediglich nach §10 Abs. 1 MPG überprüft werden, ob alle Teilsysteme des Medizingerätesystems nach ihrer Zweckbestimmung eingesetzt werden, und sie sich gegenseitig und von außen nicht negativ beeinflussen. Dies wird durch eine einfache Erklärung schriftlich festgehalten.
Das Medizinproduktegesetz gestattet jedoch dem Betreiber eines aktiven Medizinproduktes, nach § 12 MPG, der sogenannten Eigenherstellung, ein medizinisch-elektrisches System selbst herzustellen. Nach dem Durchlaufen des vereinfachten Konformitätsbewertungsverfahrens, der Risikobewertung des neuen Systems, Messungen der elektrischen Sicherheit und klinischen Bewertung durch einen Mediziner ist es dem Betreiber gestattet, das System für den eigenen Bedarf in den eigenen Räumlichkeiten einzusetzen.
Für den Einsatz eines Netzwerkisolators bedeutet dies, dass die Einhaltung der Grenzwerte nach EN 60601-1 und EN 60601-1-2 in der jeweils gültigen Fassung sichergestellt werden muss. Dieses ist in der Regel nur durch den Nachweis einer Normenprüfung durch ein akkreditiertes Prüflabor möglich. Allerdings ist bei diesem Verfahren wesentlich mehr Verantwortung bei dem „Eigenhersteller“ als bei der oben genannten Variante, da er bei ersterer nur überprüfen muss, ob alle Medizinprodukte in dem Bereich des bestimmungsgemäßen Gebrauchs betrieben und benutzt werden.
Netzwerkisolatoren sollen möglichst dicht am Medizingerät angeordnet werden. Sie werden im medizinischen Bereich häufig gemeinsam mit Trenntransformatoren eingesetzt, die ebenso dem Schutz des Patienten dienen, jedoch vor zu hohen Strömen aus dem Stromversorgungsnetz im Falle eines Isolationsfehlers schützen.

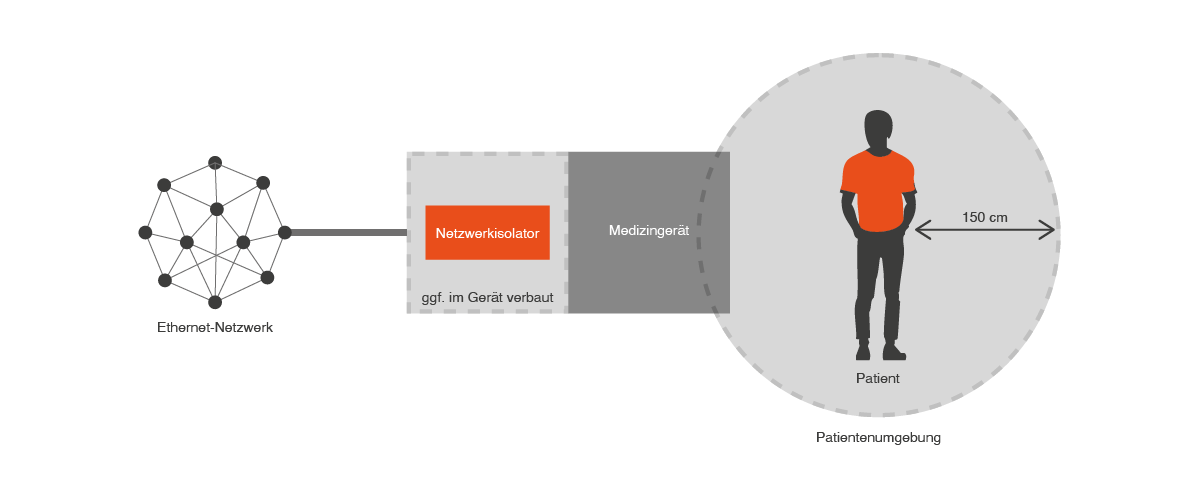
Einsatz eines Netzwerkisolators in einer Patientenumgebung.

### Mess- und Überwachungseinrichtungen
Netzwerkisolatoren werden ebenso bei empfindlichen Mess- und Überwachungseinrichtungen in elektrischen Prüffeldern eingesetzt, welche über Ethernet-Schnittstellen mit einer Leitstelle in Verbindung stehen und vor Störspannungen und Potenzialdifferenzen geschützt werden müssen.

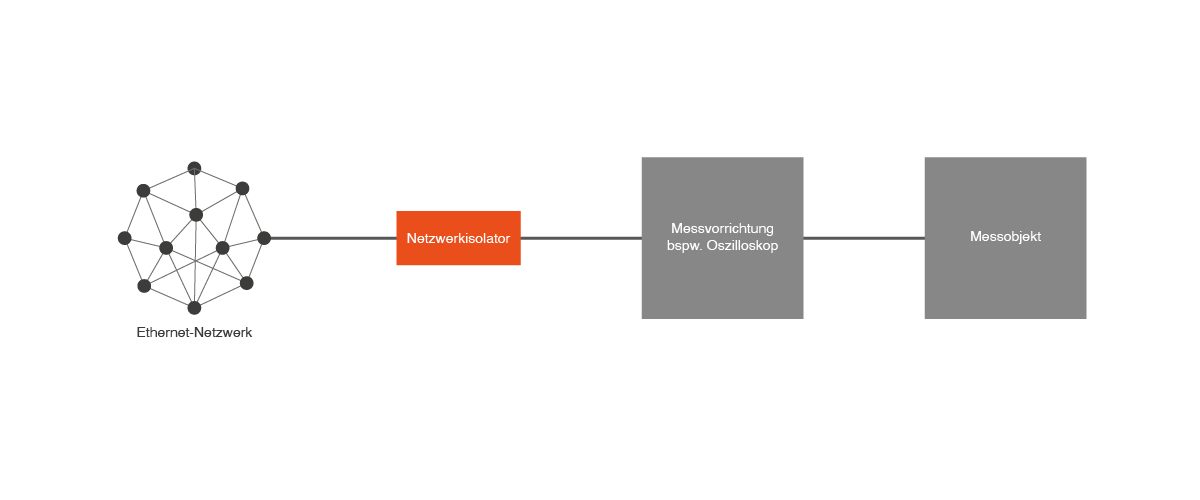
Einsatz eines Netzwerkisolators zum Schutz empfindlicher Mess- und Überwachungseinrichtungen.

### Rechnersysteme
Auch bei Rechnersystemen, welche über eine Ethernet-Verkabelung über größere Entfernungen galvanisch miteinander verbunden sind und bei denen Potenzialausgleichsströme verhindert werden sollen, werden Netzwerkisolatoren angewendet.

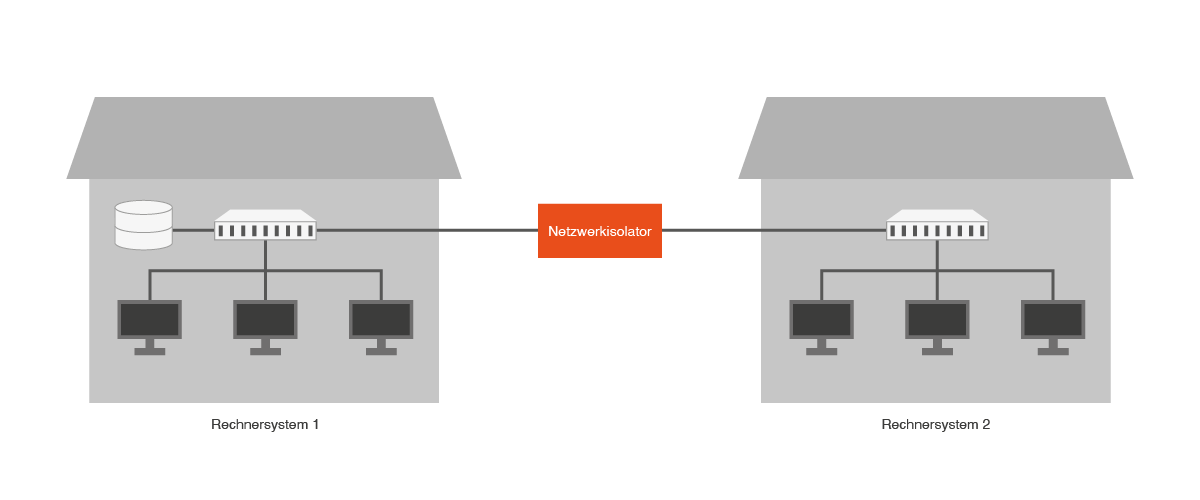
Zwei Rechnersysteme die über eine Ethernet-Verkabelung miteinander verbunden sind und durch einen Netzwerkisolator getrennt werden.

### Audioanwendungen
Im High-Fidelity-Bereich von Heimtonanlagen werden Netzwerkisolatoren verwendet, um eine optimale Klangtreue zu gewährleisten. Diese Isolatoren werden zwischen das Soundsystem und den Netzwerkplayer geschaltet, um eine galvanische Trennung beider Geräte zu erreichen. Dadurch werden potenzielle Störgeräusche (Netzbrummen), die aus dem heimischen Netzwerk übertragen werden könnten, effektiv isoliert, was das Klangerlebnis um wichtige Nuancen verbessert. Insbesondere bei längerer Nutzungsdauer des Netzwerkisolators und anschließender Entfernung wird dieser Effekt deutlich hörbar.
Die galvanische Trennung bietet darüber hinaus einen Schutz vor sogenannten Ableitströmen, die zu Beschädigungen der Geräte und potenziell auch zu Verletzungen führen könnten. Netzwerkisolatoren, die nach medizinischen Standards produziert werden, bieten hierbei besondere Vorteile. Sie weisen geringere Leckströme auf und sind mit einer höheren Spannungsfestigkeit ausgestattet, was die Sicherheit für Geräte und Anwender weiter erhöht.

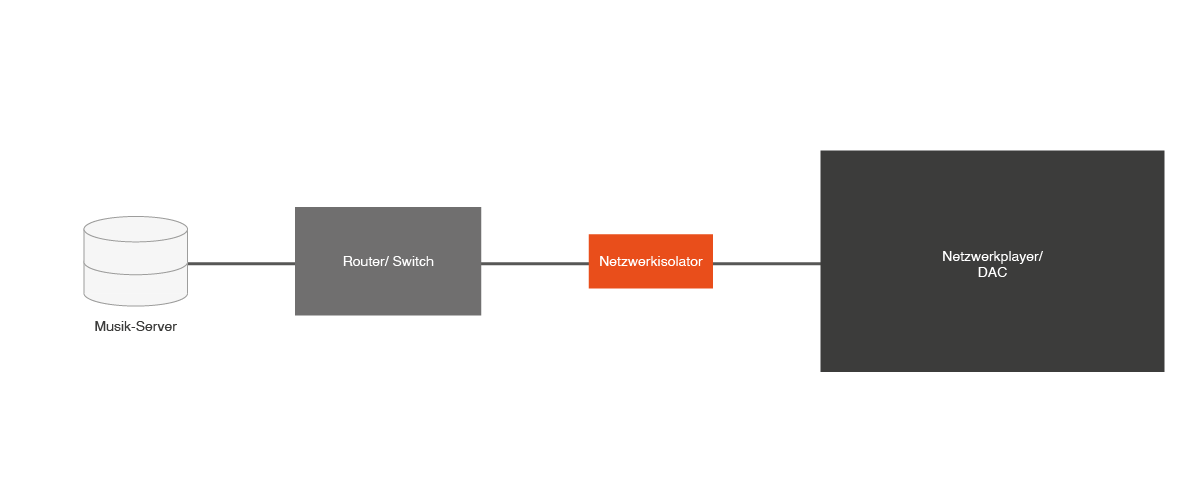
Anschluss eines Netzwerkisolators innerhalb eines Hifi-Soundsystems.

### Wertvolle und schutzbedürftige Geräte
Ebenso verwendet werden Netzwerkisolatoren für Anwendungen, bei denen wertvolle oder besonders schutzbedürftige Geräte vor Brumm- und Überspannungen aus der Netzwerkperipherie geschützt werden sollen.

## Technische Anforderungen
Aus der internationalen Norm IEC 60601-1 für medizinisch elektrische Geräte und Systeme und ihren nationalen Entsprechungen zum Beispiel DIN EN 60601-1, OEVE/OENORM EN 60601-1 ergeben sich für Netzwerkisolatoren hohe Anforderungen an den isolationstechnischen Aufbau. Dort werden deutlich höhere Anforderungen gestellt, als in der im nichtmedizinischen Bereich anzuwendenden Norm IEC 60950 (Einrichtungen der Informationstechnik), da davon ausgegangen wird, dass ein Patient bewusstlos, narkotisiert oder bewegungsunfähig sein kann und damit für ihn ein höheres Schutzbedürfnis besteht.
Für medizinische Geräte oder Systeme werden von der IEC 60601-1 (3. Ausgabe) zwei unabhängige Schutzmaßnahmen zum Patientenschutz (engl. Means Of Patient Protection = MOPP) gefordert. Ein Netzwerkisolator kann dabei abhängig von seinem Isolationsaufbau eine oder zwei Schutzmaßnahmen zum Patientenschutz bilden. Im Fall von nur einem MOPP muss eine zweite Schutzmaßnahme für das betroffene Gerät getroffen werden, z. B. durch einen festverlegten Potenzialausgleichsleiter.
Die Konformität mit den Anforderungen der anzuwendenden Normen und Richtlinien, insbesondere der IEC 60601-1 bestätigen die Hersteller durch eigene CE-Erklärungen und/oder durch Prüfzertifikate unabhängiger Prüfstellen. Ob ein Netzwerkisolator über ein oder zwei MOPPs verfügt geht aus den Zertifikaten jedoch in der Regel nicht hervor und hängt von der Kombination der realisierten Luft- und Kriechstrecken, dem Aufbau der Isolation und der Spannungsfestigkeit ab. Aus der Spannungsfestigkeit allein – gefordert sind 1,5 KV (AC) für ein MOPP und 4 KV (AC) für zwei MOPP – kann keine Aussage über die Anzahl der realisierten MOPPs abgeleitet werden.
Ungeschirmte Kabelverbindungen, die gelegentlich als Alternative zu der Verwendung von Netzwerkisolatoren genannt werden, entfalten im Sinne der IEC 60601-1 keine ausreichende Schutzwirkung, da auch die Datenleitungen selbst gefährdende Spannungen führen können.
Die auf Netzwerkkarten und anderen nach IEC 60950 gebauten aktiven Netzwerkkomponenten eingesetzten galvanischen Trennelemente entsprechen nicht den Anforderungen an eine galvanische Trenneinrichtung im Sinne der IEC 60601-1, da zum einen die Abschirmung durchverbunden ist und zum anderen der Isolationsaufbau in der Regel nicht den strengen Anforderungen der IEC 60601-1 entspricht und können deshalb im medizinischen Bereich Netzwerkisolatoren nicht ersetzen.
Die Übertragungsqualität eines Netzwerkisolators lässt sich mit Hilfe der in der Netzwerktechnik üblichen Kenngrößen für Verkabelungsstrecken bestimmen (z. B. Einfügedämpfung, Rückflussdämpfung, Nahübersprechen).
Die Bestimmung eines Netzwerkisolators ist es, jegliche direkte galvanische Verbindung zwischen den angeschlossenen Geräten zu unterbinden. Daher muss neben den Datenleitungen auch der Kabelschirm galvanisch getrennt werden.

## Bauformen
Netzwerkisolatoren werden in unterschiedlichen Bauformen angeboten. Als externes Gerät in einem eigenen Gehäuse, als Einbauvarianten für Gerätehersteller, ultrakompakt, für die Leiterplattenmontage, mit Kabel und integriert in Wandauslassdosen für Netzwerke.